# Donald Coggan

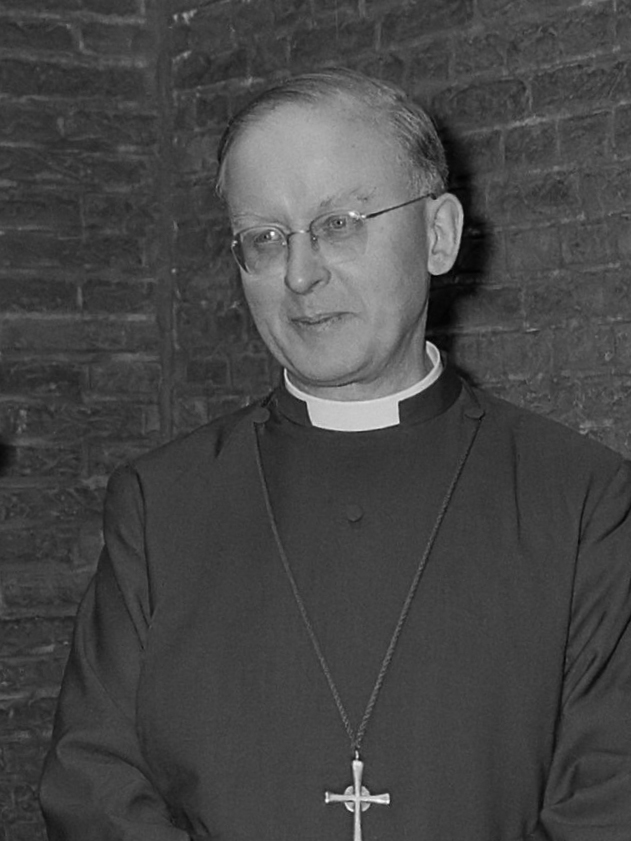
Donald Coggan (1964)

Frederick Donald Coggan, Baron Coggan PC (* 23. Dezember 1909 in Highgate, London; † 17. Mai 2000 in Winchester) war ein britischer anglikanischer Theologe. Er war Erzbischof von Canterbury und zuvor Erzbischof von York.

## Leben und Wirken
Coggan lernte an der Merchant Taylors’ School in Northwood und am St. John’s College in Cambridge. Von 1928 bis 1931 studierte er orientalische Sprachen.
Nachdem er 1935 zum Priester geweiht wurde, wurde er 1956 Bischof von Bradford, 1961 Erzbischof von York und 1974 von Canterbury. Er trat bereits in den 1970er Jahren für die Priesterweihe von Frauen ein; ebenso war ihm der ökumenische Dialog ein Anliegen. Im Rom bat er während eines ökumenischen Treffens im Jahr 1977, ohne jede protokollarische Vorbesprechung mit seinen Gastgebern im Vatikan, um die unbeschränkte Zulassung von Anglikanern zur Kommunion in katholischen Messen.
Seine unkomplizierte und offene Art gab ihm Zugang zu einer breiten Bevölkerung; auch in seiner wissenschaftlichen Tätigkeit strebte er nach einfachen, leicht verständlichen Bibelübersetzungen; er war an der Herausgabe der New English Bible (1961) und Revised English Bible (1989) beteiligt. Er selbst schrieb mehr als 20 Bücher: Sie waren evangelikal gefärbte, missionarisch-pastorale Erklärungen der Botschaft Jesu Christi an die Menschen von heute.
1980 trat Coggan als Erzbischof von Canterbury in den Ruhestand und wurde als Baron Coggan zum Life Peer erhoben. Er starb im Alter von 90 Jahren. Seine Asche wurde im Garten des Kreuzganges der Kathedrale von Canterbury beigesetzt.